# Azcuénaga (Buenos Aires)
Azcuénaga es una localidad argentina del partido de San Andrés de Giles, en la provincia de Buenos Aires, Argentina. Fue fundada el 1 de abril de 1880 con la inauguración de la estación de ferrocarril.

## Población
Cuenta con 312 habitantes (Indec, 2010), lo que representa un descenso del 12% frente a los 357 habitantes (Indec, 2001) del censo anterior.
| Gráfica de evolución demográfica de Azcuénaga entre 1991 y 2010 |
|                                                                 |
| Fuente: Censos nacionales del INDEC                             |

## Historia

### Toponimia

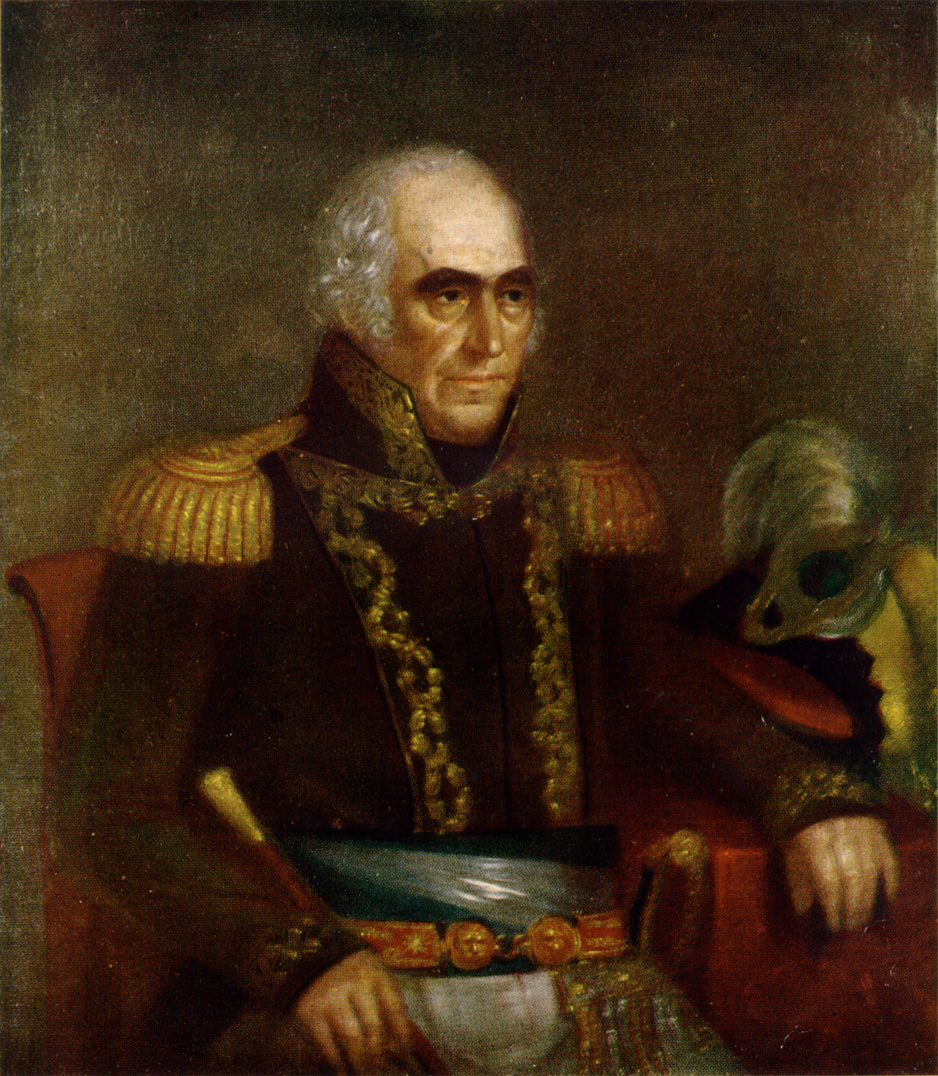
Miguel de Azcuénaga.

El pueblo de Azcuénaga recibe ese nombre en honor al Brigadier General Miguel de Azcuénaga (1754-1833), quien fue miembro de la Primera Junta de Gobierno en 1810 y un militar de amplia trayectoria en la historia de Argentina.
El domingo 3 de octubre de 2010, en ocasión de cumplir la plaza local los cincuenta años de la imposición del nombre Miguel de Azcuénaga y de la inauguración de su mástil central, quedó inaugurado un busto en memoria del prócer realizado por docentes y alumnos de la Escuela de Arte "Gustavo Chertudi" de San Antonio de Areco.
Desde el 5 de octubre de 2011, el jardín de infantes N.º 909 lleva el nombre "Miguel de Azcuénaga", nombre impuesto en ocasión de cumplirse las Bodas de Plata del establecimiento.

### Antecedentes históricos
A 8 km se encuentra la histórica "Hacienda Posta de Figueroa", del siglo XVIII, visitado por Juan Manuel de Rosas, Facundo Quiroga, Estanislao López, José María Paz, Juan Lavalle y tantos otros personajes de la historia nacional argentina.

### Llegada del ferrocarril

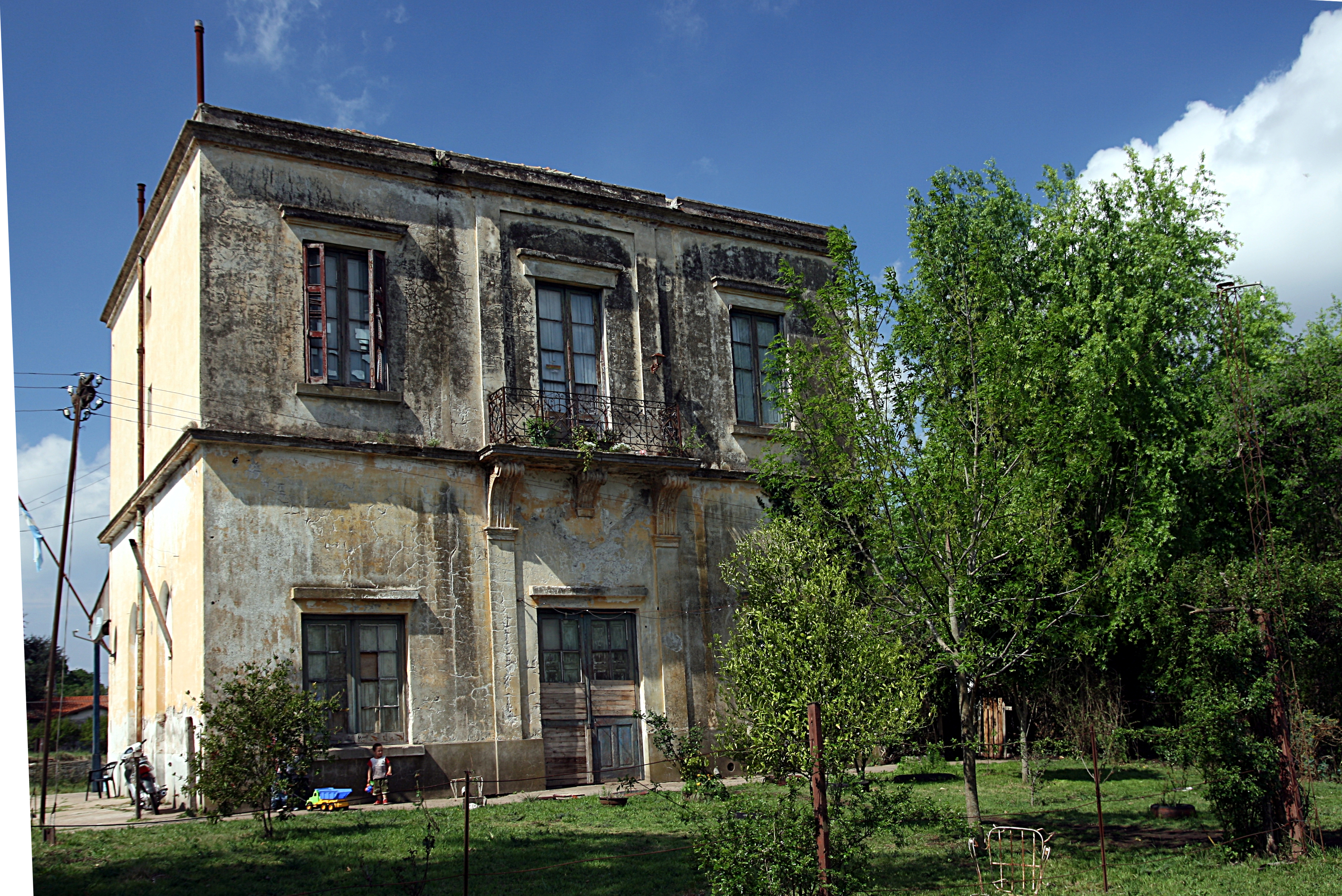
Frente de la estación de ferrocarril.

El jueves 1 de abril de 1880 quedó inaugurada al público la estación Azcuénaga, del entonces Ferrocarril del Oeste, el cual era administrado por la provincia de Buenos Aires. En aquella ocasión llegó, sin actos protocolares, el primer tren con locomotora a vapor procedente de la estación del parque, que se encontraba donde actualmente se erige el Teatro Colón, en Buenos Aires. Este ramal unía Luján con Pergamino, y que luego fue vendido al Ferrocarril Central Argentino, que se convertiría más tarde en el Ferrocarril General Bartolomé Mitre.
La estación original era una sencilla casa de madera, que luego fue reemplazada por un edificio de dos pisos con un techo piramidal de tejas francesas. El segundo piso de la estación servía como vivienda del jefe de estación, quien era un respetado personaje del pueblo.
Poco tiempo después de la inauguración de la estación, esta fue centro de acciones militares como la Revolución de 1880 o la también llamada Revolución de  Tejedor. Esta lucha entre la Nación y la provincia de Buenos Aires dio origen a la Capital Federal.

### Fundación del pueblo

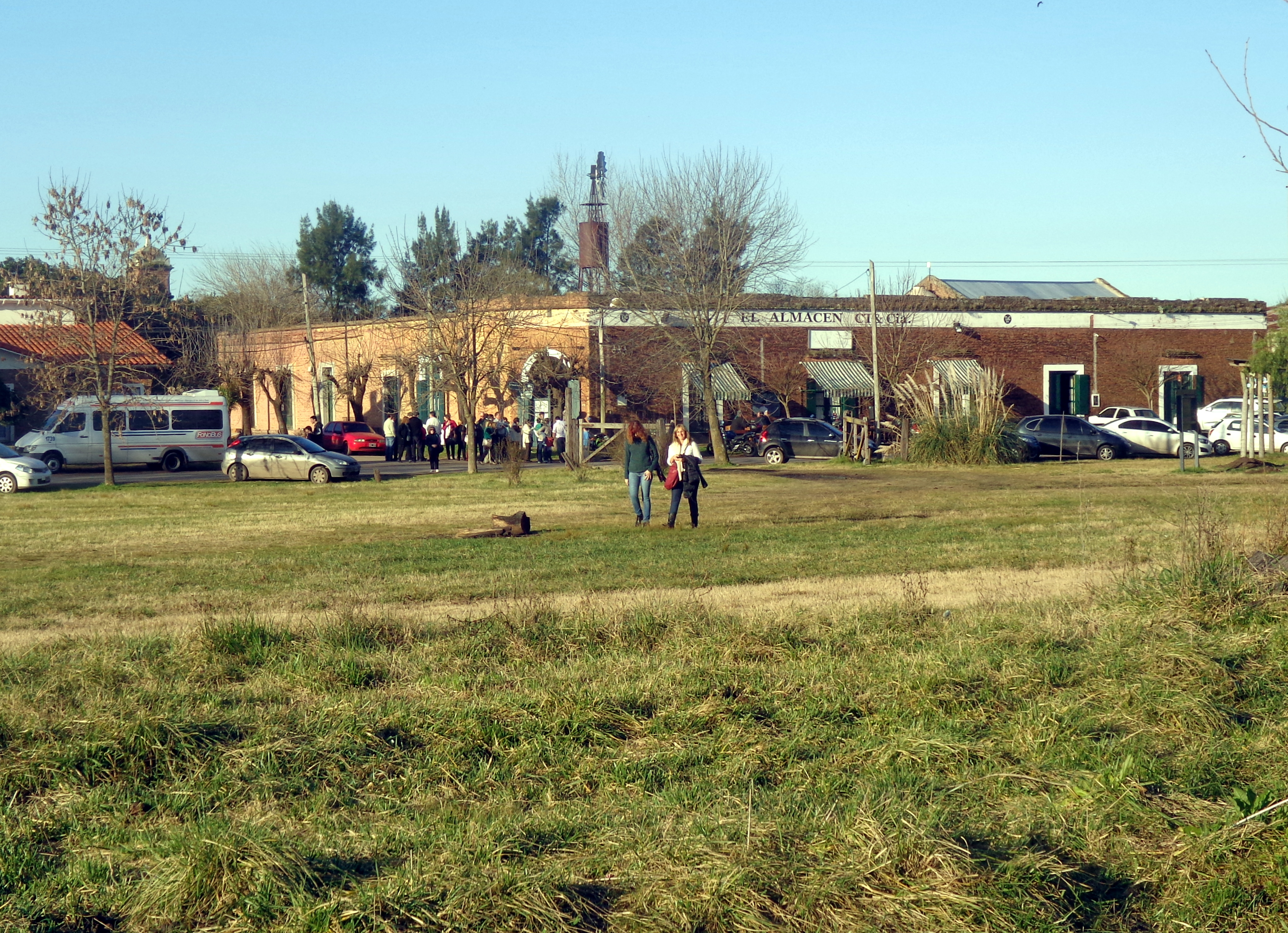
El Almacén CT & Cia.

Uno de los primeros comercios del pueblo fue el almacén de ramos generales conocido como Casa Terrén, cuya primera razón social en Azcuénaga fue "Terrén y Castrillo" formada por los españoles José Terrén y Félix Castrillo. Se instaló en 1885 como una sucursal del almacén El Sol, ubicado en la actual ciudad de Luján, donde hoy se levanta la santeria de la Basílica Nacional.
El vasco francés Pedro Gaillardou, herrero, fue uno de sus primeros pobladores. Su Herrería y Carpintería la tenía en los fondos de su casa. Construía carruajes (volantas, berlinas, carros, chatas). Es antepasado del escritor costumbrista, poeta y periodista José Adolfo Gaillardou (el Indio Apachaca) y de su hijo, el actor Claudio Gaillardou .
También se instalaron negocios de fonda, mezcla de almacén, restaurante y hotel. La primera fue la Fonda de Carniglia, ubicada donde hoy se levanta el Club Apolo, y otra muy popular que se mantuvo por muchos años fue la tradicional Fonda "El Piamonte" o "Fonda de Sforzini", donde actuaron cantores nacionales, payadores y artistas trashumantes.

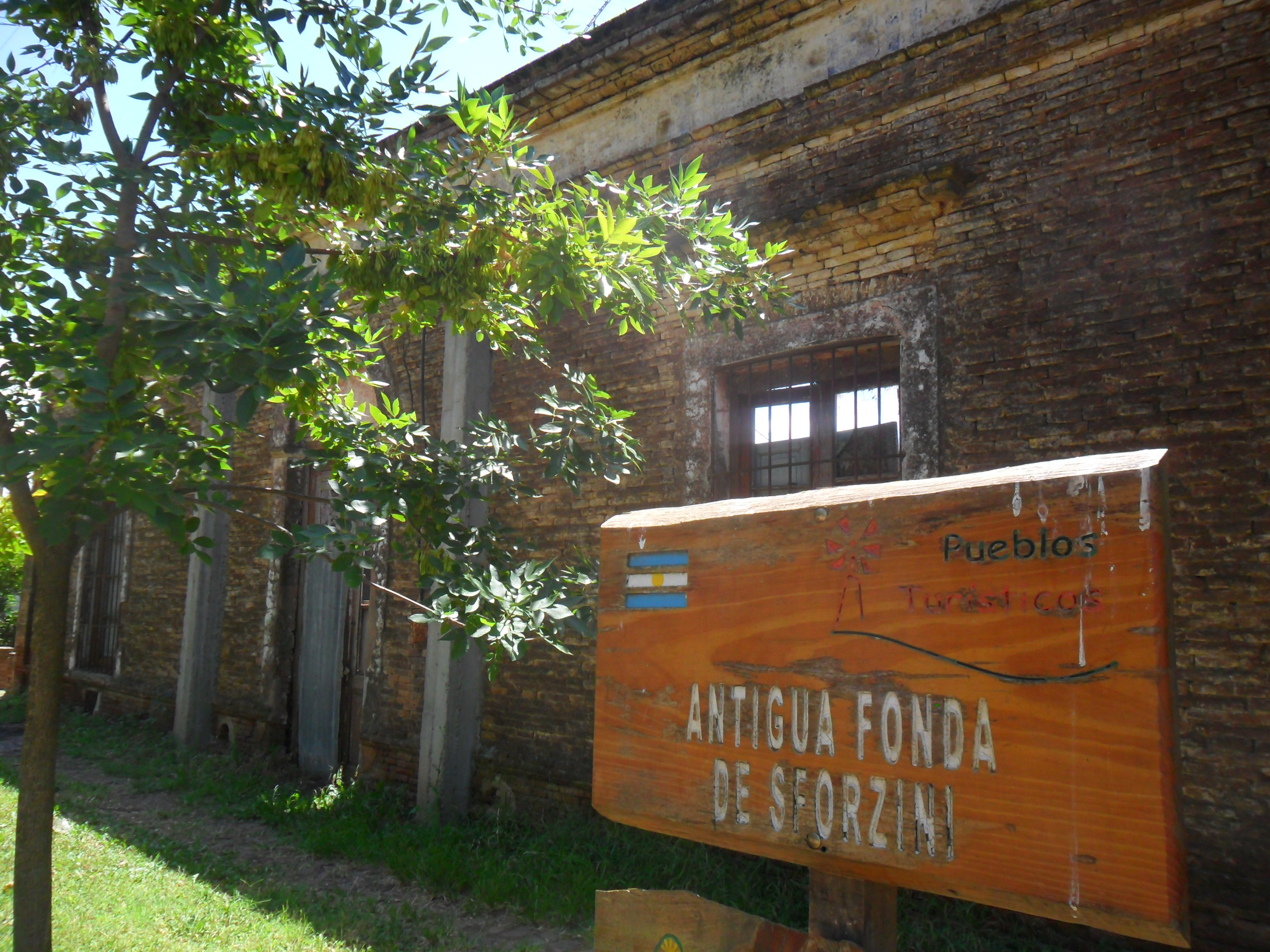
Vieja Fonda de Sforzini, en Azcuénaga

## Deportes

### Entidades deportivas
Club Recreativo Apolo, con equipo de fútbol, fundado el 1 de julio de 1920. Primer presidente: Juan Chotro, estanciero y político que fue intendente de San Andrés de Giles. Nació como Club Recreativo Azcuénaga que, fusionado con el Apolo Football Club, dio lugar al Club Recreativo Apolo. Es la principal institución sociodeportiva del pueblo. Cuenta con cancha de bochas cubierta y un sector natatorio.

## Cultura y educación

### Entidades educativas
Funciona en la localidad la escuela N.º 4, fundada en 1893, fue su primera directora Srta. Julia Vildósola. Han sido sus directoras los siguientes docentes: Julia Vildósola, Gregorio Zanabria, Juana Gorleri de Morales, Arminda Castro, Ángela Rodríguez Nasso, Juan B. Fabaron, María Macuso de Goñi, Lila C. Dinova, Sara Lianza de Crosetti, Nélida Ortiz de Ponti, Lola García de Derisio, Nélida Ciardella, Mirta Monsalvo de Sosa, Raquel Costanzo de Bustos, Norma Barbella de Rossi, Claudia Jauregui y Analía Capecci. Y además el jardín de infantes n.º 909. Fue su primera directora Elizabeth Valli y otras directoras Adriana Rodríguez, Adriana Llames, Guadalupe Labiano, Stella Scarano y Cecilia Peláez, Soledad Bustos y Luciana Fernández.

### Entidades religiosas
Posee una capilla, la capilla de Nuestra Señora del Rosario, se ofició la primera misa el 6 de octubre de 1907 siendo párroco el RP Pio Iluminatti.

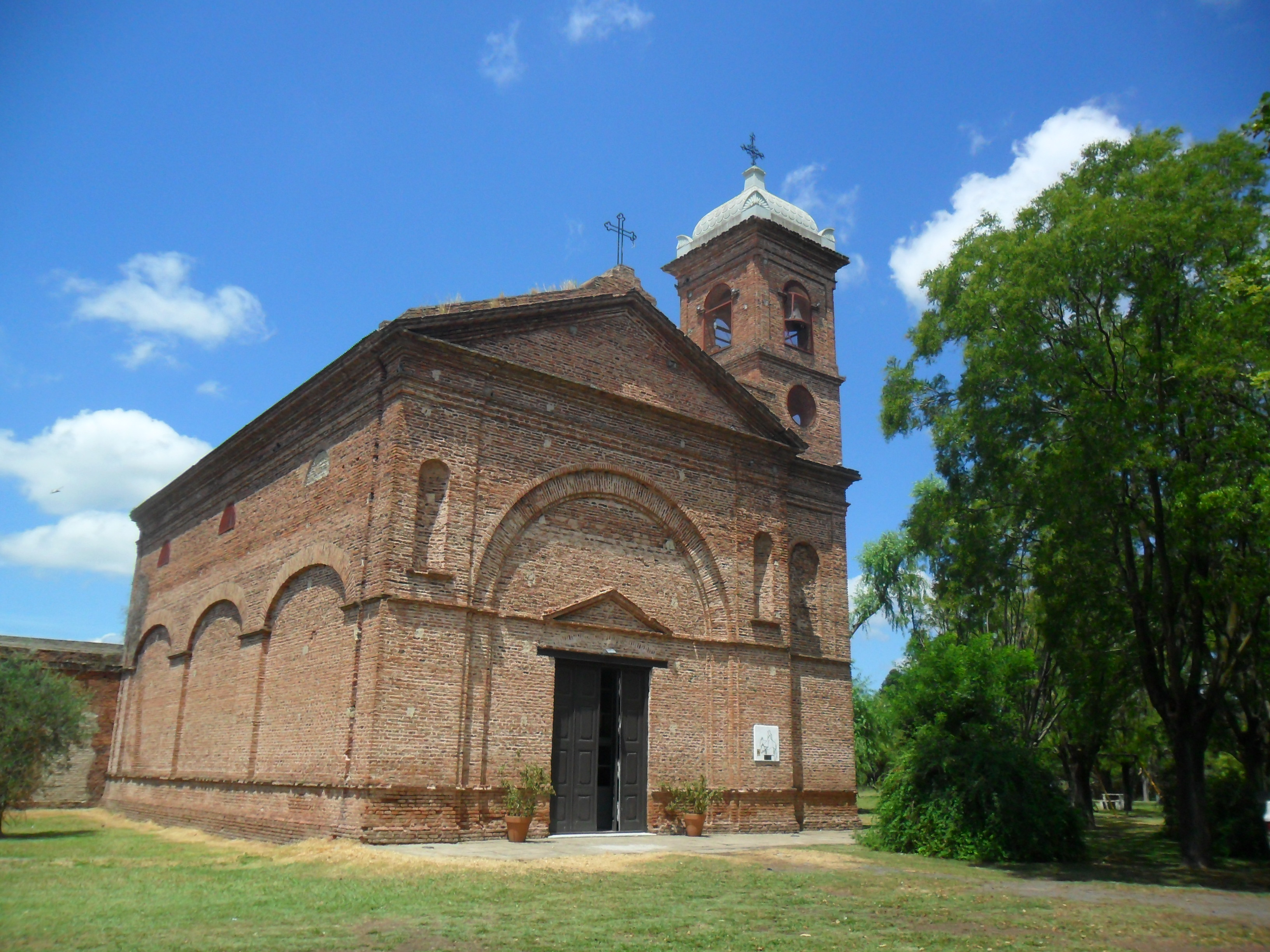
Capilla Nuestra Señora del Rosario, en Azcuénaga

Su gran benefactora fue la señorita Elena Ham (ver personalidades)
Está construida en estilo neorománico. Su constructor fue el señor Vicente Di Cecco, usando madera y símil mármol como principales materiales de construcción. La piedra fundamental fue colocada el 4 de mayo de 1902 y fue bendecida por el obispo de La Plata, Mons. Francisco Alberti.

### Fiestas
La población tiene como patrona a Nuestra Señora del Rosario, celebrándose en el mes de octubre la fiesta en su honor con demostraciones de destreza criolla, domas y espectáculos musicales, misas entre otras actividades.
La celebración comienza a las 8 de la mañana pero recién a las 10:30 se realizan los actos oficiales y a las 12 se celebra misa en la capilla. Finalizada la ceremonia religiosa a las 13 en una especie de patio de comidas instalado en la estación ferroviaria donde se ofrece carne de cerdo con pelo asada, chorizo, morcilla, asado de carne de vaca entre otras especialidades.
Finalizado el almuerzo se realizan carreras de sortijas y pruebas de rienda, la población local muestras sus habilidades montando el caballo.

## Turismo
Pese a ser una localidad rural ofrece atractivos turísticos, así como alojamiento y lugares para comer. Posee una hostería y varios restaurantes.
Entre los atractivos turísticos del lugar se pueden mencionar un mural de adobe ubicado en la estación ferroviaria, obra de Carlos Moreyra y Cristina Terzaghi. Declarado de interés cultural por la provincia de Buenos Aires y por el concejo deliberante de San Andrés de Giles.
Además se pueden observar varias casas construidas a principios del siglo XX por albañiles italianos, tienen en su mayoría rejas de hierro en los ventanales, realizados por los primeros herreros de la localidad, además poseen sótanos utilizados para conservar vino patero fabricados por sus dueños y chacinados de cerdos elaborados en carneadas que se realizan en otoño-invierno.

## Economía
En la época de la fundación de la localidad la actividad económica principal fueron las casas de comidas con alojamientos, conocidas como «fondas». Una de las más conocidas fue la de Carniglia y «El Piamonte» de Sforzini, donde además se ofrecían espectáculos de payadas y cantores nacionales a los comensales.
Asimismo con la venta de los primeros terrenos tras la llegada del ferrocarril se establecieron los primeros almacenes de ramos generales como la Casa Terrén, en 1885, El Americano, de Lascano, y el almacén de Juan Pichi.
Las actividades económicas de las localidad son agrícolas ganaderas, apiculturas, aviculturas y fábricas de ladrillos. Entre los cultivos que se destacan son arándano azul y cunicultura.
Los habitantes trabajan en campos cercanos, trabajan para el Estado municipal y provincial, asimismo como empleados de comercio en los comercios locales.

## Energía
La energía eléctrica la provee la Cooperativa de Electrificación y Tecnificación Agropecuaria Solís y Azcuénaga Ltda. CETASA, fundada el 4 de julio de 1965. Además distribuye energía eléctrica en una vasta zona del partido. Cumplió 50 años al servicio de la comunidad.